# Andrzej Zieliński (aktor)
Andrzej Zieliński (ur. 14 października 1962 w Tarnowie) – polski aktor teatralny, filmowy, telewizyjny i dubbingowy. Rozpoznawalność zapewniła mu rola doktora Adama Pawicy w serialu Na dobre i na złe (1999–2011). Wystąpił jako gangster grupy pruszkowskiej – Andrzej Basiak „Mnich” w serialu sensacyjnym Odwróceni (2007) oraz jego kontynuacji Odwróceni. Ojcowie i córki (2019).

## Życiorys

### Wczesne lata
Urodził się i wychowywał w Tarnowie. Jego rodzice pracowali w zakładach chemicznych Azoty. Po raz pierwszy poczuł, że publiczne występy przynoszą mu satysfakcję, gdy nagrał z radia zabawny monolog Wiesława Michnikowskiego, nauczył się go na pamięć, a potem wygłaszał na koloniach i w szkole. Ukończył III Liceum Ogólnokształcące w Tarnowie. Jako uczeń drugiej klasy liceum wraz z trzema kolegami statystował przy Zmorach (1978), ale ujęcie zostało wycięte. Nie dostał się za pierwszym podejściem do Państwowej Wyższej Szkoły Teatralnej w Krakowie. Po powrocie do Tarnowa zatrudnił się jako maszynista w lokalnym Teatrze im. Ludwika Solskiego i zamieszkał samodzielnie w tamtejszym Domu Aktora. Ponowna próba dostania się do szkoły zakończyła się sukcesem, ukończył studia na Wydziale Aktorskim Państwowej Wyższej Szkoły Teatralnej w Krakowie w 1986. Obronił dyplom aktorski występując w sztuce Marka Hłaski Sceny z Jaffy w reżyserii Jerzego Jarockiego i dzięki roli Tobiasza Czkawki w komedii Williama Shakespeare’a Wieczór Trzech Króli w reż. Haliny Gryglaszewskiej, za którą otrzymał wyróżnienie na IV Ogólnopolski Przegląd Spektakli Dyplomowych Szkół Teatralnych w Łodzi.

### Kariera
Jeszcze jako student zadebiutował w filmie telewizyjnym Jerzego Kołodziejczyka Wakacje z Madonną (1983) z Krzysztofem Kiersznowskim i Martą Klubowicz. W produkcji Radosława Piwowarskiego Yesterday (1984) jako młody muzyk zafascynowany zespołem The Beatles przyjął pseudonim „John” od Johna Lennona. W miniserialu Jacka Butrymowicza Śmieciarz (1987) wystąpił jako żołnierz podziemia.
W latach 1987–1989 był związany z Teatrem im. Juliusza Słowackiego w Krakowie, gdzie debiutował w sztuce Juliusza Słowackiego Balladyna. W latach 1989–2001 występował w Teatrze Ateneum w Warszawie.
Można go było zobaczyć w filmach takich jak Anioł śmierci (1994) z Rutgerem Hauerem, Złoto dezerterów (1998), Quo vadis (2001), Chopin – Pragnienie miłości (2002), Pianista (2002), Zróbmy sobie wnuka (2003) i Świadek koronny (2007).
Od 1 września 2001, jest aktorem warszawskiego Teatru Współczesnego.
Za rolę Lilka Czecha w spektaklu Wniebowstąpienie Tadeusza Konwickiego w reż. Macieja Englerta zdobył Feliksa Warszawskiego za sezon 2001/2002 w kategorii „za najlepszą pierwszoplanową rolę męską” oraz wyróżnienie w IX Ogólnopolskim Konkursie na Wystawienie Polskiej Sztuki Współczesnej w Warszawie.

### Spektakle teatralne
- 1987: Balladyna (reż. Jerzy Wróblewski)
- 1987: Krótka noc jako młody aktor (reż. Michał Orski)
- 1987: Noc listopadowa jako Wysocki (reż. Andrzej Maria Marczewski)
- 1990: Zemsta jako Śmigalski (reż. Gustaw Holoubek)
- 1991: Burza jako Adrian (reż. Krzysztof Zaleski)
- 1992: Słomkowy kapelusz jako Rosalba (reż. K. Zaleski)
- 1993: Antygona w Nowym Jorku jako policjant (reż. Izabella Cywińska)
- 1993: Kubuś Fatalista i jego pan jako Kawaler de Saint-Quin (reż. Andrzej Pawłowski)
- 1994: Opera za trzy grosze jako Jimmy, Konstabl II (reż. K. Zaleski)
- 1994: Fantazy jako Kamerdyner (reż. G. Holoubek)
- 1997: Korowód jako mąż (reż. Agnieszka Glińska)
- 1997: Szalony dzień... jako don Guzman Gąska (reż. Waldemar Śmigasiewicz)
- 1998: Opowieści Lasku Wiedeńskiego jako Alfred (reż. A. Glińska)
- 2001: Bambini di Praga jako Wiktor (reż. A. Glińska)
- 2002: Wniebowstąpienie jako Lilek Czech (reż. Maciej Englert)
- 2003: Namiętna kobieta jako Craze (reż. M. Englert)
- 2003: Stracone zachody miłości jako Ferdynand (reż. A. Glińska)
- 2005: Transfer jako Aleksiej Curikow (reż. M. Englert)
- 2006: Wasza ekscelencja jako Foma Fomicz Opiskin, rezydent (reż. Izabella Cywińska)[4]
- 2006: Udając ofiarę jako kapitan (reż. M. Englert)
- 2008: Proces jako kapitan więzienny (reż. M. Englert)
- 2009: Ludzie i anioły jako Niejaki Stroncyłow (reż. Wojciech Adamczyk)
- 2009: Sztuka bez tytułu jako Osip, koniokrad (reż. Agnieszka Glińska)
- 2012: Hamlet jako Klaudiusz, król Danii (reż. M. Englert)
- 2013: Najdroższy jako Pignon (reż. W. Adamczyk)
- 2014: Taniec albatrosa jako Thierry (reż. M. Englert)
- 2017: Czas barbarzyńców jako kapitan Antony (reż. J. Tumidajski)
- 2020: Kuchnia Caroline jako Mike (reż. J. Tumidajski)
- 2020: Szelmostwa Lisa Witalisa (reż. M. Englert) [czytanie online w czasie COVID-19]
- 2023: Prawda (reż. W. Malajkat)

### SpektakleTeatru Telewizji
- 1985: Brytannik jako Brytanik (reż. Jan Błeszyński)
- 1993: Drobne przyjemności jako Dave (reż. Marcin Sławiński)
- 1994: Zatrute pióro jako Larry Rider (reż. Jerzy Gruza)
- 1996: Don Juan jako Don Alonso (reż. Leszek Wosiewicz)
- 1996: Grzeszki tatusia jako Richard (reż. Marek Sikora)
- 1998: Perła jako pan de Nemours (reż. Piotr Mikucki)
- 1998: Jej historia jako John (reż. Maria Zmarz-Koczanowicz)
- 2000: Przylądek Czterech Wiatrów jako Elder Trewin (reż. A. Glińska)
- 2000: Niektóre gatunki dziewic jako Jacek (reż. A. Glińska)
- 2002: Krótki kurs medialny jako Chris (reż. Tomasz Wiszniewski)
- 2003: Czwarta siostra jako Misza (reż. A. Glińska)
- 2003: Edward II jako Lancaster (reż. Maciej Prus)
- 2004: Komedia na dworcu jako Vincent (reż. Witold Adamek)
- 2004: Kąpielisko Ostrów jako Błażej (reż. M. Englert)
- 2005: Wniebowstąpienie jako Lilek (reż. M. Englert)
- 2005: Profesjonalista jako Teja Kraj (reż. Ryszard Bugajski)
- 2007: Rozmowy z katem jako Kazimierz Moczarski (reż. M. Englert)
- 2010: Komedia Romantyczna jako Tadeusz Zasępa (reż. Michał Gazda)

### Filmografia
- 1983: Wakacje z Madonną jako Jurek
- 1984: Yesterday jako „John”
- 1987: Śmieciarz jako żołnierz podziemia
- 1987: Sala nr 6 jako awanturnik w lokalu
- 1987: Dorastanie jako Staszek Kula
- 1988–1986: Teatrum wiele tu może zmienić jako aktor w „Krakowiakach i góralach”
- 1988: Pięć minut przed gwizdkiem jako piłkarz Zbig Poltera
- 1989: Mefisto Walc jako Janek
- 1990: Havet Stiger jako Lep
- 1991: Dzieci wojny (franc. Les Enfants du vent)
- 1992: Mucha
- 1992: Wiatr ze wschodu (franc. Vent d’est) jako porucznik Sochin
- 1993: Kuchnia polska jako dźwiękowiec Jeremiasz (odc. 5)
- 1993: Lazarus jako policjant
- 1994: Anioł śmierci (ang. Blood of the Innocent) jako Bielski
- 1996: Ekstradycja 2 jako Sachar
- 1997: Pułapka jako gangster „Baba”
- 1998: Złoto dezerterów jako Prosty
- 1998: Sto minut wakacji (ang. One Hundred Minutes of Holidays) jako Tata Piotrka
- 1998: Biały Kruk (The White Raven) jako sierżant w więzieniu
- 1999: Sto minut wakacji (serial) jako Tata Piotrka, operator telewizyjny
- 1999: Operacja Samum jako Thomas, agent CIA w Iraku
- 1999–2011 Na dobre i na złe jako doktor Adam Pawica
- 2000: Nieznana opowieść wigilijna jako Boruń
- 2000: Chłopaki nie płaczą jako Silnoręki
- 2000: To my jako Gangster
- 2000: Kalipso jako pisarz
- 2001: Zostać miss jako komentator (odc. 1)
- 2001: Zobaczyć jak najwięcej jako Lektor (głos)
- 2001: Quo vadis jako Epafrodyt, sługa Nerona
- 2002: Gdzie jesteś, Paititi? jako Lektor (głos)
- 2002: Chopin. Pragnienie miłości jako Albert Grzymała
- 2002: Pianista jako Żydowski policjant
- 2003: Zróbmy sobie wnuka jako Juliusz
- 2004: Czwarta władza jako Roman Tryskowski
- 2005: Boża podszewka II jako Ursynowicz
- 2005: Dom niespokojnej starości jako ksiądz Migdalski
- 2006: Wszyscy jesteśmy Chrystusami jako kolega Adasia w młodości
- 2007: Świadek koronny jako Andrzej Basiak „Mnich”
- 2007: Odwróceni jako Andrzej Basiak „Mnich”
- 2008: Jeszcze raz jako Tadeusz
- 2009: Naznaczony  jako Dominik Lewandowski (odcinek 7)
- 2009: Sprawiedliwi jako Niki Kohn, syn Jakuba (odc. 6,7)
- 2011: Och, Karol 2 jako szef Karola
- 2012: Obława jako porucznik „Mak”
- 2012: Paradoks jako podinspektor Piotr Zieliński
- 2013: Lekarze jako Michał Zduniak, mąż Janiny
- 2014: Prawo Agaty jako Górecki
- 2014, 2017, 2019: Wataha jako komendant mjr Konrad Markowski
- 2014: Kebab i horoskop jako Szef
- 2014–2017: O mnie się nie martw jako Wiktor Zarzycki, ojciec Joanny, szef Marcina
- 2015: Ziarno prawdy jako Jerzy Szyller
- 2017: Volta jako Bruno Volta
- 2018: W rytmie serca jako Jeremi Gałczyński
- 2019: Czarny Mercedes jako nadkomisarz Rafał Król
- 2019: Odwróceni. Ojcowie i córki jako Andrzej Basiak „Mnich”
- 2020: Mały zgon jako Jan Małecki (odc. 7)
- 2020: Bez skrupułów jako Melchior, komendant CBŚ
- 2021–2022: Tajemnica zawodowa jako Wiktor Bielski, ojciec Julii
- 2021: Egreror jako Albert
- 2022: Warszawianka jako Dobromir Koński (odc. 3)
- 2023: Teściowie 2 jako Wojciech Zamecki
- 2023: Emigracja XD jako ojciec Malcolma
- 2024: Śleboda jako Maciej Śleboda

### Polski dubbing
- 1970: Aryskotraci (The Aristocats) jako Tomasz O’Malley
- 1987: Smerfy
- 1991: Słoń Benjamin jako przewodnik
- 1996: Dzwonnik z Notre Dame (The Hunchback of Notre Dame) jako Febus
- 1996: Kosmiczny mecz jako Patrick Ewing
- 2002: Dzwonnik z Notre Dame 2 (The Hunchback of Notre Dame 2) jako Febus
- 2004: Nascar 3D (NASCAR 3D: The IMAX Experience) jako narrator
- 2008: Quantum of Solace (gra komputerowa) jako James Bond
- 2009: Załoga G jako Darwin

## Nagrody i wyróżnienia
| Rok  | Nagroda |
| ---- | --- |
| 1986 | IV Ogólnopolski Przegląd Spektakli Dyplomowych Szkół Teatralnych w Łodzi – wyróżnienie za rolę Tobiasza Czkawki w spektaklu Wieczór Trzech Króli Williama Shakespeare’a w reż. Haliny Gryglaszewskiej                                                          |
| 2002 | Feliks Warszawski za rolę Lilka Czecha w przedstawieniu Wniebowstąpienie Tadeusza Konwickiego w reż. Macieja Englerta za sezon 2001/2002 w kategorii „za najlepszą pierwszoplanową rolę męską”                                                                 |
| 2003 | IX Ogólnopolski Konkurs na Wystawienie Polskiej Sztuki Współczesnej w Warszawie – wyróżnienie za rolę Lilka Czecha we Wniebowstąpieniu |
| 2004 | IV Festiwal Teatru Polskiego Radia i Teatru Telewizji Polskiej „Dwa teatry” w Sopocie – nagroda honorowa za rolę Błażeja w spektaklu Kąpielisko Ostrów Pawła Huellego w reż. Macieja Englerta                                                                  |
| 2005 | Feliks Warszawski – nominacja za najlepszą pierwszoplanową rolę męską – za rolę Aleksieja Curikowa w spektaklu Transfer Maksyma Kuroczkina w reż. Macieja Englerta w Teatrze Współczesnym w Warszawie                                                          |
| 2006 | Nagroda im. Aleksandra Zelwerowicza – przyznawana przez redakcję miesięcznika „Teatr” za sezon 2005/2006 – za rolę Fomy Fomicza w przedstawieniu Wasza Ekscelencja według Fiodora Dostojewskiego w reż. Izabelli Cywińskiej w Teatrze Współczesnym w Warszawie |
| 2007 | Feliks Warszawski – za rolę Kapitana w spektaklu Udając ofiarę autorstwa braci Olga i Władimira Presniakow w reż. Macieja Englerta w Teatrze Współczesnym w Warszawie                                                                                          |
| 2009 | Feliks Warszawski – w kategorii pierwszoplanowa rola męska – nagroda za rolę Niejakiego Strocyłowa w Ludziach i aniołach Wiktora Szenderowicza w reż. Wojciecha Adamczyka w Teatrze Współczesnym w Warszawie                                                   |
| 2010 | X Festiwal Teatru Polskiego Radia i Teatru Telewizji Polskiej „Dwa teatry” w Sopocie – Grand Prix za rolę doktora Alexa Gormana w spektaklu W roli Boga Marka St. Germaina w reż. Tomasza Wiszniewskiego                                                       |
| 2012 | XVI Ogólnopolski Festiwal Komedii Talia w Tarnowie – I nagroda aktorska za rolę Bena Hechta w spektaklu Księżyc i magnolie Rona Hutchinsona w reż. Macieja Englerta w Teatrze Współczesnym w Warszawie                                                         |
| 2016 | XVI Festiwal Teatru Polskiego Radia i Teatru Telewizji Polskiej „Dwa teatry” w Sopocie – nagroda za najlepszą rolę męską – za rolę Niejakiego Strocyłowa w Ludziach i aniołach                                                                                 |
| 2017 | XVIII Polkowickie Dni Teatru „Oblicza Teatru” w Polkowicach – Złoty Miedziak za rolę Thierry’ego w przedstawieniu Taniec albatrosa Géralda Sibleyrasa w reż. Macieja Englerta w Teatrze Współczesnym w Warszawie                                               |